# Макбин, Марни
Марни Элизабет Макбин (англ. Marnie Elizabeth McBean; род. 28 января 1968, Ванкувер, Британская Колумбия) — канадская гребчиха, выступавшая за сборную Канады по академической гребле в конце 1980-х и на всём протяжении 1990-х годов. Трёхкратная олимпийская чемпионка, трижды чемпионка мира, чемпионка Панамериканских игр, победительница и призёрка многих регат национального значения.

## Биография
Марни Макбин родилась 28 января 1968 года в городе Ванкувер провинции Британская Колумбия, Канада.
Занималась академической греблей во время учёбы в Университете Западного Онтарио, который благополучно окончила, получив степень по кинезиологии. Позже проходила подготовку в гребных клубах Лондона и Торонто.
Впервые заявила о себе в гребле на международной арене в сезоне 1986 года, когда вошла в состав канадской национальной сборной и в распашных безрульных двойках выиграла бронзовую медаль на юниорском мировом первенстве в Рачице.
В 1989 году на чемпионате мира в Бледе заняла четвёртое место в безрульных четвёрках. Год спустя на аналогичных соревнованиях в Тасмании вновь была четвёртой в той же дисциплине.
На мировом первенстве 1991 года в Вене победила сразу в двух дисциплинах: в безрульных двойках и в рулевых восьмёрках.
Благодаря череде удачных выступлений удостоилась права защищать честь страны на летних Олимпийских играх 1992 года в Барселоне. Здесь так же стартовала в безрульных двойках и рулевых восьмёрках — в обеих дисциплинах обошла всех своих соперниц, завоевав тем самым две золотые медали.
После барселонской Олимпиады Макбин осталась в гребной команде Канады на ещё один олимпийский цикл и продолжила принимать участие в крупнейших международных регатах. Так, в 1993 году в парных одиночках она выиграла серебряную медаль на мировом первенстве в Рачице.
В 1994 году побывала на чемпионате мира в Индианаполисе, откуда привезла награду серебряного достоинства, выигранную в программе парных двоек — в решающем заезде пропустила вперёд только экипаж из Новой Зеландии.
В 1995 году на мировом первенстве в Тампере получила серебро в парных четвёрках и золото в парных двойках, став таким образом трёхкратной чемпионкой мира по академической гребле.
Находясь в числе лидеров канадской национальной сборной, благополучно прошла отбор на Олимпийские игры 1996 года в Атланте — на сей раз завоевала золотую медаль в парных двойках, тогда как в парных четвёрках показала на финише третий результат, пропустив вперёд экипажи из Германии и Украины.
В 1998 году на чемпионате мира в Кёльне добавила в послужной список серебряную и бронзовую награды, полученные в безрульных четвёрках и рулевых восьмёрках соответственно.
На домашнем мировом первенстве 1999 года в Сент-Катаринсе в одиночках финишировала лишь шестой. При этом на домашних Панамериканских играх в Виннипеге в той же дисциплине одержала победу.
Макбин планировала побороться за медали в одиночках на Олимпийских играх 2000 года в Сиднее, однако по прибытии в Австралию обострилась её травма спины — ей пришлось сняться с соревнований и на этом завершить спортивную карьеру.
За выдающиеся достижения в академической гребле в 2002 году получила Медаль Томаса Келлера. Член Канадского олимпийского зала славы (1994), Канадского спортивного зала славы (1997). В 2013 году была награждена офицерским Орденом Канады.